# Bradypnoe
Bradypnoe (gr. βραδύϛ, langsam, träge; πνοή, Atem, Hauch) ist eine pathologisch verlangsamte Atmung (weniger als acht (bei Erwachsenen) bis zwölf Atemzüge pro Minute), die bei Beeinträchtigungen des Atemzentrums vorkommt, z. B. bei Opiatvergiftungen.

## Auftreten
Bradypnoe tritt bei tiefem Schlaf und bei Meditation auf, bei mechanischer oder entzündlicher Schädigung des Atemzentrums, pharmakologisch bei Opiaten, Hypnotika, Benzodiazepinen und Schleifendiuretika (aufgrund von Kaliumverlust), sowie metabolisch bei Coma diabeticum.

## Diagnose und Therapie
Bradypnoe kann mittels Inspektion oder apparativ festgestellt werden (Überwachungsmonitor). Zur Ursachenklärung können Blutgasanalyse und ein toxisches Screening angewendet werden. Craniale Computertomographie kommt beim Verdacht auf zerebrale Schädigung zum Einsatz.
In der Differentialdiagnose werden zerebrale Schädigungen, Intoxikationen und tiefe Hypothermie (weniger als 30° Körpertemperatur) unterschieden. Entsprechend kommen als Therapie eine Operation, Sicherung der Vitalfunktionen sowie eine langsame Aufwärmung in Frage.